# Bis(2-dimethylaminoethyl)methylamin
Bis(2-dimethylaminoethyl)methylamin ist eine chemische Verbindung aus der Gruppe der aliphatischen Amine.

## Gewinnung und Darstellung
Bis(2-dimethylaminoethyl)methylamin kann aus Diethylentriamin durch die Eschweiler-Clarke-Reaktion unter Einsatz von Formaldehyd und Ameisensäure gewonnen werden.
{\displaystyle \mathrm {[H_{2}N(CH_{2})_{2}]_{2}NH+5\ CH_{2}O+5\ HCO_{2}H} } {\displaystyle \mathrm {\longrightarrow [Me_{2}NCH_{2}CH_{2}]_{2}NMe+5\ CO_{2}+5\ H_{2}O} }

## Eigenschaften
Bis(2-dimethylaminoethyl)methylamin ist eine brennbare, schwer entzündbare, farblose Flüssigkeit mit aminartigem Geruch, die mischbar mit Wasser ist. Ihre wässrige Lösung reagiert stark alkalisch.

## Verwendung
Bis(2-dimethylaminoethyl)methylamin wird als Ligand für verschiedene wissenschaftliche Studien (zum Beispiel bei lithiumorganischen Verbindungen) verwendet.

## Sicherheitshinweise
Die Dämpfe von Bis(2-dimethylaminoethyl)methylamin können mit Luft ein explosionsfähiges Gemisch (Flammpunkt 77 °C, Zündtemperatur 155 °C) bilden.